# Kerr-Magnetometer

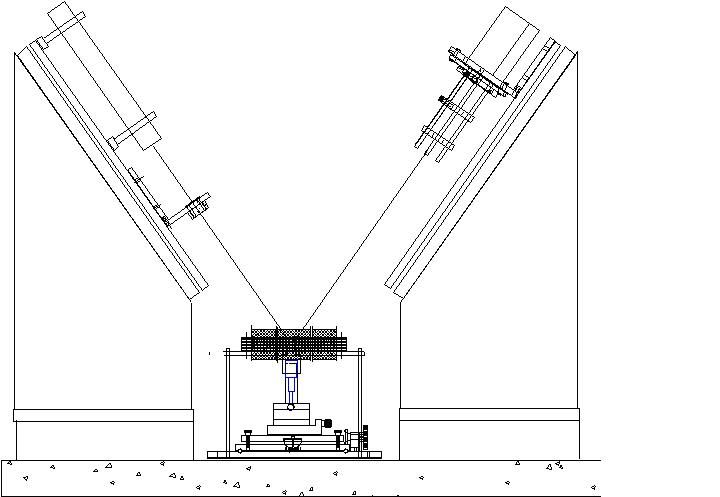
Skizze Kerr-Magnetometer

Ein Kerr-Magnetometer ist eine Bauform von Magnetometer, welches zur Messung den magneto-optischen Kerr-Effekt ausnutzt.

## Geschichte
Der Physiker John Kerr entdeckte, dass polarisiertes Licht, das auf eine magnetisierte Fläche trifft, eine Drehung der Polarisationsebene erfährt. Der reflektierte Lichtstrahl bekommt zusätzlich einen Schwingungsanteil (Drehung) in einer anderen Ebene. Z. B. bewirkt das Vorliegen der Information „1“ auf einer Festplatte (Magnetisierung der Speicherstelle) eine solche Drehung der Polarisationsebene, beim Zustand „0“ fehlt diese Drehung. Die Kerr-Drehung beträgt nur ca. 1 bis 3 Grad. Sie kann mit einem Kerr-Magnetometer detektiert werden. Bei der Herstellung der Scheiben von Festplatten kann mit Hilfe eines Kerr-Magnetometers jede Stelle der Scheibe zerstörungsfrei auf ihre magnetischen Eigenschaften geprüft werden. Das ist eine Hauptanwendung des Kerr-Magnetometers.

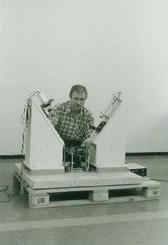
Kerr-Magnetometer

Für die Detektion von in der Schichtebene liegenden Magnetisierungs-Komponenten wird die zu untersuchende Probe mit polarisiertem Licht (senkrecht zur Einfallsebene) eines Lasers schräg beleuchtet. Die Probe befindet sich dabei zwischen zwei Polschuhen eines Feldmagneten. Die Magnetisierung bewirkt eine Veränderung der Lichtpolarisation im reflektierten Strahl. Das Licht wird in einen elliptischen Polarisationszustand (Kerrelliptisierung) versetzt und zusätzlich um einen Winkel (Kerrdrehung) gedreht. Aus der Signalamplitude der untersuchten magnetischen Probe lässt sich damit der Kerrwinkel bestimmen.